# 用餐者困境
在博弈论中，用餐者困境是一个多参与者的囚徒困境。设想的情景是有若干人出去吃饭，在点菜之前他们达成了一致：所有人平摊买单的钱。现在每个人要么点贵的菜肴，要么点便宜的菜肴。假设贵的菜肴比便宜的要好，但是如果一个人单独进食的话，不能保证點贵的菜肴多付的钱一定值得。如果每个人都这么推想，那麼所有人將會點便宜的菜肴。如果点了更贵的菜肴，额外加的钱將被眾人摊分，所以额外加的钱是較少的，而菜肴的味道却会有较大的改善，因此多花的钱是划算的。每个人都这样推想，最后的结果是他们都花钱点了更贵的菜肴。

## 定义和均衡分析
用{\displaystyle g}表示从享用贵的菜肴中得到效用，{\displaystyle b}表示从享用便宜的菜肴中得到的效用，{\displaystyle h}表示为贵的菜肴付的钱，{\displaystyle l}表示为便宜的菜肴付的钱，{\displaystyle n}表示用餐者的人数。从上面的描述中我们可以得出如下顺序：{\displaystyle h>g>b>l}。而且，为了使这个游戏更类似囚徒困境，我们假设，在给定其他人都会帮助买单的前提下，人都是更喜欢贵的菜肴的，{\displaystyle g-{\frac {1}{n}}h>b-{\frac {1}{n}}l}。
考虑由某个参与者的对抗决定的任意一组策略。令其他的参与者的菜肴的总成本等于{\displaystyle x}。那么，点便宜的菜肴的成本是{\displaystyle {\frac {1}{n}}x+{\frac {1}{n}}l}，而点贵的菜肴的成本是 {\displaystyle {\frac {1}{n}}x+{\frac {1}{n}}h}。所以，如果点贵的菜肴，每人的从中得到效用是{\displaystyle g-{\frac {1}{n}}x-{\frac {1}{n}}h}，而如果是便宜的菜肴，则是{\displaystyle b-{\frac {1}{n}}x-{\frac {1}{n}}l}。假设从贵的菜肴中得到的效用更高。记住，对抗者们的策略选择是任意的，并且形势是均衡的。这证明贵的菜肴是严格占优的，因而是唯一的纳什均衡。
如果每个人都点贵的菜肴，所有用餐者都支付{\displaystyle h}，那么得到的总效用是{\displaystyle g-h<0}。换句话说，假设所有人都点便宜的菜肴，那么他们的总效用会是{\displaystyle b-l>0}。这就揭示了用餐者困境和囚徒困境的相似之处。像囚徒困境一样，每个人得境况都因唯一的均衡结果而变差，而如果他们都一致地选择另外一个策略的话，大家的境况都将变好。

## 实验性证明
Gneezy，Haruvy和Yafe于2004年在一个现场试验中检验了这些结论。
每组六个用餐者选择不同的菜单组合。果然正如所料，当大家一起平摊费用时，受实验者比每人单独付钱时消费了更多菜肴。当菜肴是免费时，消费量最高。最后，某些组的成员只需要支付相当于他们个人费用的六分之一。这些组的消费量和平摊费用的消费量没有差异。因消费量增加而增加个人的费用，在两种支付安排下都是一样的，但是平摊费用对组里的其他成员施加了负担，这意味着在做选择时，参与者并不会把其他人的负担考虑进去。这与大量在实验室进行的试验结果不同。在实验室环境中受实验者面对的是从实验设计来看相似的选择，但这些选择的背景要比实际情况抽象得多。实际结果与实验室的试验的差别极有可能源于实验室环境与真实场景的差异。